# Ranson's Folly
Pour plus de détails, voir Fiche technique et Distribution.
Ranson's Folly est un film américain de Sidney Olcott, sorti en 1926 avec Richard Barthelmess comme vedette.

## Fiche technique
- Titre : Ranson's Folly
- Réalisation : Sidney Olcott
- Scénario : Lillie Hayward d'après un ouvrage homonyme de Richard Harding Davis paru en 1902
- Directeur de la photo : David W. Gobbett
- Longueur : 7 322 pieds, 8 bobines
- Date de sortie :
  - États-Unis : 30 mai 1926 (New York)
- Distribution : First National Pictures
- © 30 mai 1926 ; LP22672

## Distribution
- Richard Barthelmess : Lieutenant Ranson
- Dorothy Mackaill : Mary Cahill
- Anders Randolf : Cahill, the Post Trader
- Pat Hartigan : Sergent Clancy
- Col. CC Smith : Colonel Rolland
- Pauline Neff : Mme Rolland
- Billie Bennett : Mme Truesdale
- Frank Coffyn :  adjudant du poste
- Capt John S. Peters : avocat
- Taylor Duncan : Capitaine Car
- Jack Fowler : Colonel Patten
- EW Corman : Pop Henderson
- Bud Pope : Abe Fisher
- Forrest Seabury : le batteur
- Chief Eagle Win : Pete l'Indien
- Chief Big Treee : Chef Ours debout

## À noter
- Sidney Olcott a été engagé par Inspiration Pictures pour tourner trois films avec Richard Barthelmess. Les deux autres sont Un gentleman amateur (The Amateur Gentleman) et Sous le regard d'Allah (The White Black Sheep).

Le film a été tourné aux studios First National à Burbank, Californie. En extérieur à Lookout Mountain, Californie.